# Permanent Joint Board on Defence
Das Permanent Joint Board on Defence wurde am 17. August 1940 im Rahmen der Ogdensburg-Vereinbarung zwischen Präsident Franklin D. Roosevelt und Premierminister William Lyon Mackenzie King beschlossen. Es ist das oberste Beratungsgremium für bilaterale militärische Sicherheitsfragen und es diente als Vorbild für ähnliche Gremien der USA mit Brasilien (1941) und Mexiko (1942).

## Geschichte
Die Kapitulation Frankreichs, eine mögliche Niederlage des Vereinigten Königreichs sowie die Expansionsbestrebungen Japans zeigten die militärische Verwundbarkeit des nordamerikanischen Kontinents auf. Kanada hätte ohne den britischen Schutz eine Invasion nicht abwehren und die noch schwache US-Army einem von kanadischem Boden aus erfolgenden Angriff von Invasoren nicht widerstehen können. Das Gremium traf sich angesichts der Dringlichkeit bereits am 26. August 1940 erstmals. Der New Yorker Bürgermeister Fiorello LaGuardia und der kanadische Colonel Oliver Mowat Biggar führten die jeweiligen Landesdelegationen an.
Während des Zweiten Weltkrieges wurden u. a. die folgenden Maßnahmen vorgeschlagen und dann durch die Regierungen umgesetzt:
- Bau des Alaska Highway
- vollständiger Informationsaustausch von Luft- und Seestreitkräften
- Die erste Verteidigungslinie im Osten sollte Neufundland werden und im Falle einer britischen Kapitulation ein wichtiger Ausgangspunkt für einen Angriff auf Europa sein
- Eine Kette von Flugplätzen zur Überführung von Flugzeugen nach Alaska (Northwest Staging Route) sollte ausgebaut werden. Von dort konnten dann auch Flugzeuge auf der ALSIB in die Sowjetunion nach Sibirien überführt werden.
- Kanadische Flugplätze im Osten (u. a. Goose Bay) sollten für die Nordatlantik-Luftbrücke zur Überführung von Kampfflugzeugen ins Vereinigte Königreich ausgebaut werden

Das Gremium bestand aus kanadischen und amerikanischen militärischen und zivilen Vertretern. Es führte Studien durch und erstattete den Regierungen der Vereinigten Staaten und Kanadas Bericht.